# Equacions quasigeostròfiques
Mentre que el moviment geostròfic es refereix al vent que resultaria d'un equilibri exacte entre la força de Coriolis i les forces bàriques horitzontals, el moviment quasi geostròfic es refereix a fluxos on la força de Coriolis i les forces del gradient de pressió estan gairebé en equilibri, però amb la inèrcia també té un efecte.

## Origen
Els fluxos atmosfèrics i oceanogràfics tenen lloc a escales de longitud horitzontal que són molt grans en comparació amb la seva escala de longitud vertical, per la qual cosa es poden descriure mitjançant les equacions d'aigües poc profundes. El nombre de Rossby és un nombre adimensional que caracteritza la força de la inèrcia en comparació amb la força de la força de Coriolis. Les equacions quasigeostròfiques són aproximacions a les equacions d'aigües poc profundes en el límit del petit nombre de Rossby, de manera que les forces inercials són un ordre de magnitud més petites que les forces de Coriolis i de pressió. Si el nombre de Rossby és igual a zero, recuperem el flux geostròfic.
Les equacions quasigeostròfiques van ser formulades per primera vegada per Jule Charney.

## Derivació de les equacions quasigeostròfiques d'una sola capa
En coordenades cartesianes, els components del vent geostròfic són
{\displaystyle {f_{0}}{v_{g}}={\partial \Phi  \over \partial x}} (1a)
{\displaystyle {f_{0}}{u_{g}}=-{\partial \Phi  \over \partial y}} (1b)
on {\displaystyle {\Phi }} és el geopotencial.
La vorticitat geostròfica
{\displaystyle {\zeta _{g}}={{\hat {\mathbf {k} }}\cdot \nabla \times \mathbf {V_{g}} }}
per tant, es pot expressar en termes de geopotencial com
{\displaystyle {\zeta _{g}}={{\partial v_{g} \over \partial x}-{\partial u_{g} \over \partial y}={1 \over f_{0}}\left({{\partial ^{2}\Phi  \over \partial x^{2}}+{\partial ^{2}\Phi  \over \partial y^{2}}}\right)={1 \over f_{0}}{\nabla ^{2}\Phi }}} (2)
L'equació (2) es pot utilitzar per trobar {\displaystyle {\zeta _{g}(x,y)}} a partir d'un camp conegut {\displaystyle {\Phi (x,y)}}. Alternativament, també es pot utilitzar per determinar {\displaystyle {\Phi }} a partir d'una distribució coneguda de {\displaystyle {\zeta _{g}}} invertint l'operador laplacià.
L'equació de vorticitat quasigeostròfica es pot obtenir a partir dels components {\displaystyle {x}} i {\displaystyle {y}} de l'equació del moment quasi geostròfic que després es pot derivar de l'equació del moment horitzontal
{\displaystyle {D\mathbf {V}  \over Dt}+f{\hat {\mathbf {k} }}\times \mathbf {V} =-\nabla \Phi } (3)

La derivada material a (3) es defineix per
{\displaystyle {{D \over Dt}={\left({\partial  \over \partial t}\right)_{p}}+{\left({\mathbf {V} \cdot \nabla }\right)_{p}}+{\omega {\partial  \over \partial p}}}} (4)
on {\displaystyle {\omega ={Dp \over Dt}}} és el canvi de pressió després del moviment.
La velocitat horitzontal {\displaystyle {\mathbf {V} }} es pot separar en una geostròfica {\displaystyle {\mathbf {V_{g}} }} i una ageostròfica {\displaystyle {\mathbf {V_{a}} }} part
{\displaystyle {\mathbf {V} =\mathbf {V_{g}} +\mathbf {V_{a}} }} (5)

Dues hipòtesis importants de l'aproximació quasigeostròfica són
1. {\displaystyle {\mathbf {V_{g}} \gg \mathbf {V_{a}} }}, o, més precisament {\displaystyle {|\mathbf {V_{a}} | \over |\mathbf {V_{g}} |}\sim O({\text{Rossby number}})}.
2. l'aproximació del pla beta {\displaystyle {f=f_{0}+\beta y}} with {\displaystyle {{\frac {\beta y}{f_{0}}}\sim O({\text{Nombre de Rossby}})}}

La segona hipòtesi justifica deixar que el paràmetre de Coriolis tingui un valor constant {\displaystyle {f_{0}}} en l'aproximació geostròfica i aproximant la seva variació en el terme de força de Coriolis mitjançant {\displaystyle {f_{0}+\beta y}}. Tanmateix, com que l'acceleració que segueix el moviment, que es dona a (1) com a diferència entre la força de Coriolis i la força del gradient de pressió, depèn de la sortida del vent real del vent geostròfic, no és permissible simplement substituir el velocitat per la seva velocitat geostròfica en el terme de Coriolis. L'acceleració a (3) es pot reescriure com a
{\displaystyle {f{\hat {\mathbf {k} }}\times \mathbf {V} +\nabla \Phi }={(f_{0}+\beta y){\hat {\mathbf {k} }}\times (\mathbf {V_{g}} +\mathbf {V_{a}} )-f_{0}{\hat {\mathbf {k} }}\times \mathbf {V_{g}} }={f_{0}{\hat {\mathbf {k} }}\times \mathbf {V_{a}} +\beta y{\hat {\mathbf {k} }}\times \mathbf {V_{g}} }} (6)

Per tant, l'equació del moment horitzontal aproximat té la forma
{\displaystyle {D_{g}\mathbf {V_{g}}  \over Dt}={-f_{0}{\hat {\mathbf {k} }}\times \mathbf {V_{a}} -\beta y{\hat {\mathbf {k} }}\times \mathbf {V_{g}} }} (7)

Expressant l'equació (7) en termes dels seus components,
{\displaystyle {{D_{g}u_{g} \over Dt}-{f_{0}v_{a}}-{\beta yv_{g}}=0}} (8a)
{\displaystyle {{D_{g}v_{g} \over Dt}+{f_{0}u_{a}}+{\beta yu_{g}}=0}} (8b)

Prenent {\displaystyle {{\partial (8b) \over \partial x}-{\partial (8a) \over \partial y}}}, i observant que el vent geostròfic no és divergent (és a dir, {\displaystyle {\nabla \cdot \mathbf {V} =0}}), l'equació de vorticitat és
{\displaystyle {{D_{g}\zeta _{g} \over Dt}=-f_{0}\left({{\partial u_{a} \over \partial x}+{\partial v_{a} \over \partial y}}\right)-\beta v_{g}}} (9)

Perquè {\displaystyle {f}} només depèn de {\displaystyle {y}} (és a dir, {\displaystyle {{D_{g}f \over Dt}=\mathbf {V_{g}} \cdot \nabla f=\beta v_{g}}}) i que la divergència del vent ageostròfic es pot escriure en termes de {\displaystyle {\omega }} a partir de l'equació de continuïtat
{\displaystyle {{\partial u_{a} \over \partial x}+{\partial v_{a} \over \partial y}+{\partial \omega  \over \partial p}=0}}

per tant, l'equació (9) es pot escriure com
{\displaystyle {{\partial \zeta _{g} \over \partial t}={-\mathbf {V_{g}} \cdot \nabla ({\zeta _{g}+f})}-{f_{0}{\partial \omega  \over \partial p}}}} (10)

### La mateixa identitat fent servir el geopotencial
Definint la tendència geopotencial {\displaystyle {\chi ={\partial \Phi  \over \partial t}}} i observant que la diferenciació parcial es pot invertir, l'equació (10) es pot reescriure en termes de {\displaystyle {\chi }} com
{\displaystyle {{1 \over f_{0}}{\nabla ^{2}\chi }={-\mathbf {V_{g}} \cdot \nabla \left({{1 \over f_{0}}{\nabla ^{2}\Phi }+f}\right)}+{f_{0}{\partial \omega  \over \partial p}}}} (11)

El costat dret de l'equació (11) depèn de les variables {\displaystyle {\Phi }} i {\displaystyle {\omega }}. A partir de l'equació de l'energia termodinàmica es pot derivar una equació anàloga depenent d'aquestes dues variables
{\displaystyle {{{\left({{\partial  \over \partial t}+{\mathbf {V_{g}} \cdot \nabla }}\right)\left({-\partial \Phi  \over \partial p}\right)}-\sigma \omega }={kJ \over p}}} (12)

on {\displaystyle {\sigma ={-RT_{0} \over p}{d\log \Theta _{0} \over dp}}} i {\displaystyle {\Theta _{0}}} és la temperatura potencial corresponent a la temperatura de l'estat bàsic. A la troposfera mitjana, {\displaystyle {\Theta _{0}}} ≈ {\displaystyle {2.5\times 10^{-6}\mathrm {m} {^{2}}\mathrm {Pa} ^{-2}\mathrm {s} ^{-2}}}.

Multiplicant (12) per {\displaystyle {f_{0} \over \sigma }} i diferenciant respecte a {\displaystyle {p}} i utilitzant la definició de {\displaystyle {\chi }} s'obté
{\displaystyle {{{\partial  \over \partial p}\left({{f_{0} \over \sigma }{\partial \chi  \over \partial p}}\right)}=-{{\partial  \over \partial p}\left({{f_{0} \over \sigma }{\mathbf {V_{g}} \cdot \nabla }{\partial \Phi  \over \partial p}}\right)}-{{f_{0}}{\partial \omega  \over \partial p}}-{{f_{0}}{\partial  \over \partial p}\left({kJ \over \sigma p}\right)}}} (13)

Si, per simplificar, {\displaystyle {J}} es va establir a 0, eliminant {\displaystyle {\omega }} a les equacions (11) i (13) es produiria
{\displaystyle {{\left({\nabla ^{2}+{{\partial  \over \partial p}\left({{f_{0}^{2} \over \sigma }{\partial  \over \partial p}}\right)}}\right){\chi }}=-{{f_{0}}{\mathbf {V_{g}} \cdot \nabla }\left({{{1 \over f_{0}}{\nabla ^{2}\Phi }}+f}\right)}-{{\partial  \over \partial p}\left({{-}{f_{0}^{2} \over \sigma }{\mathbf {V_{g}} \cdot \nabla }\left({\partial \Phi  \over \partial p}\right)}\right)}}} (14)

L'equació (14) sovint s'anomena equació de tendència del geopotencial. Relaciona la tendència geopotencial local (terme A) amb la distribució d'advecció de vorticitat (terme B) i l'advecció de gruix (terme C).

### La mateixa identitat utilitzant la vorticitat potencial quasigeostròfica
Utilitzant la regla de diferenciació de la cadena, el terme C es pot escriure com
{\displaystyle {-{{\mathbf {V_{g}} \cdot \nabla }{\partial  \over \partial p}\left({{f_{0}^{2} \over \sigma }{\partial \Phi  \over \partial p}}\right)}-{{f_{0}^{2} \over \sigma }{\partial \mathbf {V_{g}}  \over \partial p}{\cdot \nabla }{\partial \Phi  \over \partial p}}}} (15)

Però a partir de la relació del vent tèrmic,
{\displaystyle {{f_{0}{\partial \mathbf {V_{g}}  \over \partial p}}={{\hat {\mathbf {k} }}\times \nabla \left({\partial \Phi  \over \partial p}\right)}}}.

En altres paraules,{\displaystyle {\partial \mathbf {V_{g}}  \over \partial p}} is perpendicular to {\displaystyle {\nabla ({\partial \Phi  \over \partial p})}} i el segon terme de l'equació (15) desapareix.
El primer terme es pot combinar amb el terme B de l'equació (14) que, després de la divisió per {\displaystyle {f_{0}}}, es pot expressar en forma d'una equació de conservació
{\displaystyle {{\left({{\partial  \over \partial t}+{\mathbf {V_{g}} \cdot \nabla }}\right)q}={D_{g}q \over Dt}=0}} (16)

on {\displaystyle {q}} és la vorticitat potencial quasigeostròfica definida per
{\displaystyle {q={{{1 \over f_{0}}{\nabla ^{2}\Phi }}+{f}+{{\partial  \over \partial p}\left({{f_{0} \over \sigma }{\partial \Phi  \over \partial p}}\right)}}}} (17)

Els tres termes de l'equació (17) són, d'esquerra a dreta, la vorticitat relativa geostròfica, la vorticitat planetària i la vorticitat d'estirament.

## Implicacions
A mesura que una part d'aire es mou a l'atmosfera, les seves vorticitats relatives, planetàries i d'estirament poden canviar, però l'equació (17) mostra que la suma de les tres s'ha de conservar seguint el moviment geostròfic.
L'equació (17) es pot utilitzar per trobar {\displaystyle {q}} a partir d'un camp conegut {\displaystyle {\Phi }}. Alternativament, també es pot utilitzar per predir l'evolució del camp geopotencial donada una distribució inicial de {\displaystyle {\Phi }} i condicions de límit adequades mitjançant un procés d'inversió.
Més important encara, el sistema quasigeostròfic redueix les equacions primitives de cinc variables a un sistema d'una equació on totes les variables com ara {\displaystyle {u_{g}}}, {\displaystyle {v_{g}}} i {\displaystyle {T}} es pot obtenir des de {\displaystyle {q}} o de l'alçada {\displaystyle {\Phi }}.
A més, perquè {\displaystyle {\zeta _{g}}} i {\displaystyle {\mathbf {V_{g}} }} es defineixen en termes de {\displaystyle {\Phi (x,y,p,t)}}, l'equació de vorticitat es pot utilitzar per diagnosticar el moviment vertical sempre que els camps de {\displaystyle {\Phi }} i {\displaystyle {\partial \Phi  \over \partial t}} es coneixen.